# Magyarországi Evangéliumi Testvérközösség
A Magyarországi Evangéliumi Testvérközösség (MET) metodista hitvallású magyarországi bejegyzett egyház, Jézus Krisztus anyaszentegyházának tagja. Az egyház vezetője Iványi Gábor. A második Orbán-kormány miatt egyházi státuszát 2011-ben elvesztő MET az Alkotmánybíróság és az Emberi Jogok Európai Bíróságának határozata ellenére sem kapta vissza jogellenesen elvett státuszát.
A Magyarországi Evangéliumi Testvérközösség vállalja a 18. századi metodistákkal való lelki rokonságot és azokkal a mai metodista egyházakkal való közösséget, amelyek megőrizték ezt az örökséget. Az egyház 1981. október 1-jén került bejegyzésre. Alapítói 1974–75-ben a Magyarországi Metodista Egyházból (MME) váltak ki.

## Az egyház hitelvei
Az egyház elfogadja az ún. Apostoli hitvallást, egyetért a német és helvét reformáció közös felismeréseivel, és magáénak vallja azokat a hitcikkelyeket, amelyeket Wesley János (John Wesley) az anglikán egyház 39 hitágazatából fogalmazott át. Az Egyház vallja, hogy üdvözítője Jézus Krisztus; a reformáció felismeréséhez híven hitének és a keresztyén élet zsinórmértékének egyedül a teljes Szentírást tartja. Isten Szentlelkének irányításában bízva kívánja betölteni a keresztyén egyház mindenkori feladatát. Hivatásának tekinti, hogy Isten Igéjét szóban és írásban hirdesse, tagjai lelki építéséről gondoskodjék, és mindazokat hitre segítse, akik szolgálatát elfogadják. Kötelességének tartja, hogy a szegényeket, elhagyatottakat, munkaképteleneket erejéhez képest támogassa, és segítséget nyújtson erkölcsileg veszélyeztetettek számára.

## Az egyház alapításának története
A MET tagjai az 1970-es években az MME-ben az akkori diktatórikus hatalom és annak állambiztonsági gépezete által keletkeztetett belső feszültség és az anyaegyház pártállami tényezőkkel kollaboráló vezetőinek magatartása következtében kényszerültek rá arra, hogy új egyházi közösségben folytassák hitvalló tevékenységüket, kitéve magukat eközben a hitben fogant ellentmondásukért őket sújtó rendőrségi és közigazgatási zaklatásoknak, köztük a kilakoltatásnak, istentiszteleti helyiségeik elvételének, felfüggesztett börtönbüntetéseknek és más egyéb kellemetlenségnek. A kitaszítottak a legvégsőkig elmenően igyekeztek még formailag is őrizni metodista identitásukat. Az egyéb szimbólumok használata mellett ezt juttatja kifejezésre a tudatosan választott Magyarországi Evangéliumi Testvérközösség önmegnevezés is. Miután az állampárti kényszer közepette az eredeti metodista megnevezést nem tarthatták meg, mert az Állami Egyházügyi Hivatal szerint két metodista egyház úgymond nem létezhetett, olyan nevet kerestek, amelynek mozaikszavával, a metodista szó kezdetét jelentő MET-tel is demonstrálhatják metodista hitvallási elkötelezettségüket.
A második Orbán-kormány 2011-es új egyházi (CCVI. számú) törvényében a MET már nem szerepelt, s ezzel nem csak egyházi státuszát, hanem a közfeladatok ellátására vonatkozó megállapodás híján az állam által adott egyházi kiegészítő támogatást is elvesztette. 2013-ban az Alkotmánybíróság kimondta, hogy a magyar állam alkotmánysértő módon vette többek között a MET egyházi státuszát, és felszólította a kormányt, hogy 2012. január 1-jével állítsa vissza jogállásukat és visszamenőlegesen fizesse meg a kiesett támogatást. Noha 2022-ben a MET alacsonyabb szintű bejegyzett egyházi státuszt kapott, 2025-ig az egymást követő Orbán-kormányok egyike sem tett eleget az Alkotmánybíróság, valamint az Emberi Jogok Európai Bíróságának határozatának.
Felháborítónak tartom, hogy az ötödik módosítás után is újra neki kell feszülnünk annak, hogy az alkotmánysértő módon elvett jogainkat visszakapjuk. Mi nem egy új vallási felekezet vagyunk, akiket parkoltatni kellene előbb egyesületi formában

## Szervezeti felépítés
Az egyház legfőbb szerve az Országos Közgyűlés, melynek elnöki tisztét az egyház elnöke tölti be. Alkotó tagjai a teljes jogú lelkészek és az egyházközségek küldöttei. A segédlelkészeket az Országos Közgyűlésen tanácskozási jog illeti meg. Az egyház tagjai egyházközségekbe tömörülnek. Szórvány közösségek missziói körzeteket alkothatnak. A körzeteket az egyházkerületek kötik össze. Az egyházközség élén az egyház által alkalmazott lelkész, vagy szükség esetén az elnök által felhatalmazott személy áll. Egyházközség ott alakulhat, ahol legalább tíz tag és próbatag annak megalakítását kéri. Több szórvány együttesen is alakíthat egyházközséget. Ebben az esetben az egyházközség területét az elnök állapítja meg. Az egyházközség életét az egyház által alkalmazott lelkész, vagy szükség esetén az elnök által felhatalmazott személy és az Egyházközségi Közgyűlés irányítja.

## Egyházközségek
- Budapest – Központ (Krisztus Szege Kápolna)[halott link]
- Budapest – Békásmegyer (Megbékélés Háza Templom)
- Budapest – Kispest (Méltóság Napja Templom)
- Kisvárda (Galilea Háztemplom)
- Mátészalka
- Mórahalom
- Nyíregyháza
- Szeged

## Oktatási intézmények
- Abaújkér Wesley János Általános Iskola, Szakiskola, Előkészítő Szakiskola, Szakközépiskola és Kollégium
- Beregdaróc Általános Iskola
- Budapest Wesley János Óvoda, Általános Iskola és Szakiskola[halott link]
- Budapest Wesley Kincsei Általános Iskola[halott link]
- Budapest Wesley János Lelkészképző Főiskola
- Budapest Hajléktalanok Oktatási Központja
- Dunaújváros Wesley Da Capo Művészeti Iskola[halott link]
- Gemzse Wesley Óvoda és Általános Iskola
- Gulács Wesley Óvoda és Általános Iskola
- Gyüre Wesley János Általános Iskola, Szakiskola, Előkészítő Szakiskola, Szakközépiskola, Alapfokú Művészetoktatási Intézmény és Kollégium
- Jánd Általános Iskola
- Márokpapi Általános Iskola
- Szeged Wesley János Általános Iskola és Középiskola

## Idősek otthonai
- Békéscsaba MET Oldalom Idősek Otthona
- Budaörs MET Idősek Otthona
- Esztergom Idősek Gondozási Központja
- Hetefejércse Oltalom Idősek Központja
- Szolnok MET Idősek Otthona

## Hajléktalanok intézményei
Átmeneti férfi és női szálló, Éjjeli Menedékhely, Népkonyha, Fűtött Utca, Családok Átmeneti Otthona, Kórház.
- Budapest V. ker.
- Budapest VIII. ker.
- Budapest XII. ker.

## További intézmények
- Keresztyén Könyvesház
- MET Üdülő Hejce
- Oltalom Karitatív Egyesület[8]